# Sint-Joachimkerk (De Moer)
De Sint-Joachimkerk is een kerkgebouw in De Moer in de gemeente Loon op Zand in de Nederlandse provincie Noord-Brabant. De kerk staat aan de Middelstraat 26 en is opgedragen aan de heilige Joachim. Voor de kerk staat een Heilig Hartbeeld. 

## Geschiedenis
In 1894 richtte men in De Moer een nieuwe zelfstandige parochie op en scheidde men zich af van de Parochie Loon op Zand. Men kerkte vanaf toen in een houten noodkerk. In 1901-1902 werd in De Moer een kerk in neogotische stijl gebouwd, naar een ontwerp van de Tilburgse architect C.F. van Hoof. 
Pastoor Kamp, de bouwheer, had een broer die Joachim heette. Hij was kapelaan geweest en op jonge leeftijd gestorven. Tot zijn nagedachtenis koos Kamp St. Joachim als patroon van zijn pas opgerichte parochie. De heilige Joachim wordt wel eens afgebeeld als schaapsherder. Op 6 juni 1903 werd de nieuwe kerk ingezegend door monseigneur W. van der Ven, bisschop van ‘s-Hertogenbosch. 
Op initiatief van Kamp werd in de Sint-Joachimkerk ook de Heilige Anna vereerd, hetgeen na het overlijden van deze eerste pastoor (in 1939) reeds afnam. In de jaren vijftig bezochten de laatste bedevaartgangers De Moer voor Sint-Anna.
Tijdens de Tweede Wereldoorlog raakte de kerk ernstig beschadigd.
In 1968 werd de Parochie De Moer opgeheven.
In juli 2025 wordt de kerk aan de eredienst onttrokken wegens teruglopend kerkbezoek. Een nieuwe bestemming wordt nog gezocht.

## Opbouw
Het georiënteerde neogotische bakstenen kerkgebouw bestaat uit een westtoren met naaldspits, een driebeukig schip met drie traveeën in basilicale opstand, een transept en een koor van een travee en driezijdige koorsluiting. De kerktoren op vierkant plattegrond heeft vier geledingen en een ingesnoerde achtkantige spits tussen vier topgevels. Het middenschip, het transept en het koor worden gedekt door een kruisdak van zadeldaken met op het kruis een dakruiter, de zijbeuken worden gedekt door lessenaarsdaken. De transeptarmen hebben een driezijdige transeptsluiting.